# Пожежний монітор
Пожежний монітор (рос. монитор пожарный; англ. fire monitor; нім. Feuermonitor m) – пристрій з міді або нержавіючої сталі з дистанційним керуванням, який встановлюється на обслуговому судні багатоцільового призначення, здатний спрямовувати струмінь води в будь-якому напрямку.